# Crepidogaster
Crepidogaster es un género de coleópteros adéfagos de la familia Carabidae. 

## Especies
Relación de especies:
- Crepidogaster aethiopica Basilewsky, 1988
- Crepidogaster algoa (Basilewsky, 1959)
- Crepidogaster alticola (Basilewsky, 1988)
- Crepidogaster ambreana Deuve & Mateu, 1987
- Crepidogaster amieti Deuve, 2005
- Crepidogaster angolana Basilewsky, 1959
- Crepidogaster arnoldi (Basilewsky, 1959)
- Crepidogaster atrata Peringuey, 1899
- Crepidogaster aurasia Basilewsky, 1959
- Crepidogaster bambusicola (Basilewsky, 1988)
- Crepidogaster basilewskyi Deuve & Mateu, 1987
- Crepidogaster bimaculata Boheman, 1848
- Crepidogaster bioculata Chaudoir, 1878
- Crepidogaster bruncki Basilewsky, 1959
- Crepidogaster caeca (Basilewsky, 1959)
- Crepidogaster caffra Peringuey, 1896
- Crepidogaster celsa (Basilewsky, 1988)
- Crepidogaster cicatricosa Liebke, 1934
- Crepidogaster confusa (Basilewsky, 1959)
- Crepidogaster costata (Dejean, 1831)
- Crepidogaster damarensis Peringuey, 1896
- Crepidogaster decolorata Basilewsky, 1959
- Crepidogaster delineata (Basilewsky, 1959)
- Crepidogaster deuvei (Basilewsky, 1988)
- Crepidogaster didyma Basilewsky, 1959
- Crepidogaster diluta Basilewsky, 1959
- Crepidogaster dirrupta (Basilewsky, 1988)
- Crepidogaster dissimilis Basilewsky, 1959
- Crepidogaster dolini Deuve, 2005
- Crepidogaster dollmani Liebke, 1934
- Crepidogaster elegantula Basilewsky, 1988
- Crepidogaster elongata Brancsik, 1893
- Crepidogaster endroedyi Basilewsky, 1988
- Crepidogaster ferruginea Basilewsky, 1988
- Crepidogaster fortesculpta (Basilewsky, 1959)
- Crepidogaster franzi Deuve & Mateu, 1987
- Crepidogaster funerula (Basilewsky, 1992)
- Crepidogaster garambae (Basilewsky, 1959)
- Crepidogaster grossa Liebke, 1934
- Crepidogaster hessei Basilewsky, 1959
- Crepidogaster holtzi Liebke, 1934
- Crepidogaster horni Dupuis, 1914
- Crepidogaster humerata Chaudoir, 1876
- Crepidogaster humicola (Basilewsky, 1959)
- Crepidogaster infuscata (Dejean, 1825)
- Crepidogaster insignis Peringuey, 1896
- Crepidogaster insularis Deuve & Mateu, 1987
- Crepidogaster iturica (Basilewsky, 1959)
- Crepidogaster jocquei (Basilewsky, 1988)
- Crepidogaster kaboboensis (Basilewsky, 1988)
- Crepidogaster kahuziana (Basilewsky, 1988)
- Crepidogaster kavanaughi Deuve, 2005
- Crepidogaster kivuensis Basilewsky, 1949
- Crepidogaster kochi Basilewsky, 1959
- Crepidogaster kundelunguana (Basilewsky, 1959)
- Crepidogaster langenhani (Liebke, 1927)
- Crepidogaster lateralis Basilewsky, 1949
- Crepidogaster laticollis (Basilewsky, 1959)
- Crepidogaster leleupi Basilewsky, 1953
- Crepidogaster longilineata (Basilewsky, 1988)
- Crepidogaster louwerensi Basilewsky, 1959
- Crepidogaster luberoensis (Basilewsky, 1988)
- Crepidogaster madecassa (Fairmaire, 1901)
- Crepidogaster malawica (Basilewsky, 1988)
- Crepidogaster marginicollis Barker, 1919
- Crepidogaster mateui Deuve, 2005
- Crepidogaster matonga Barker, 1919
- Crepidogaster methneri Liebke, 1934
- Crepidogaster monticola (Basilewsky, 1988)
- Crepidogaster muhavurae (Basilewsky, 1988)
- Crepidogaster namaqua Basilewsky, 1988
- Crepidogaster natalensis Peringuey, 1896
- Crepidogaster natalica Peringuey, 1896
- Crepidogaster neglecta Basilewsky, 1959
- Crepidogaster nonstriata Chaudoir, 1876
- Crepidogaster notulatipennis Peringuey, 1896
- Crepidogaster nyakagerana (Basilewsky, 1988)
- Crepidogaster oblata Basilewsky, 1988
- Crepidogaster occidentalis (Basilewsky, 1968)
- Crepidogaster oldeanica (Basilewsky, 1959)
- Crepidogaster orophila (Basilewsky, 1988)
- Crepidogaster ovicollis Chaudoir, 1876
- Crepidogaster pauliani Basilewsky, 1953
- Crepidogaster penrithae Basilewsky, 1988
- Crepidogaster peyrierasi Deuve & Mateu, 1987
- Crepidogaster phallica (Basilewsky, 1988)
- Crepidogaster picipennis Chaudoir, 1876
- Crepidogaster plagata Basilewsky, 1988
- Crepidogaster portentosa Peringuey, 1899
- Crepidogaster posticalis Peringuey, 1896
- Crepidogaster protuberata Basilewsky, 1959
- Crepidogaster reducta Basilewsky, 1959
- Crepidogaster ruandana (Basilewsky, 1988)
- Crepidogaster rufescens (Motschulsky, 1862)
- Crepidogaster ruwenzorica (Basilewsky, 1988)
- Crepidogaster sambesiaca Liebke, 1934
- Crepidogaster sansibarica Liebke, 1934
- Crepidogaster schroederi Liebke, 1934
- Crepidogaster somalica Basilewsky, 1988
- Crepidogaster specicola (Basilewsky, 1988)
- Crepidogaster straneoi Basilewsky, 1959
- Crepidogaster subovicollis (Basilewsky, 1988)
- Crepidogaster swazica (Basilewsky, 1988)
- Crepidogaster tendiculata Basilewsky, 1988
- Crepidogaster transvaalensis (Basilewsky, 1992)
- Crepidogaster venusta (Basilewsky, 1988)